# 二所ノ関
二所ノ関（にしょのせき）は、日本相撲協会の年寄名跡のひとつ。二所ヶ関とも。

## 由来
現在の国道294号の関東と奥州の境にまたがる住吉と玉津島の二つの神社「境の明神」（福島県白河市・栃木県那須町）の異称が二所ノ関と呼ばれていたことに由来する。
境の明神の北側（白河市白坂）にあった茶屋を「南部屋」といい、あるじ七兵衛の先祖は盛岡出身だった。盛岡藩3代南部重信が江戸に向かう途中にそれを知り、盛岡、八戸両藩主が参勤交代で茶屋を通るときは餅でもてなすことが恒例となった。
地理学者の岩田孝三は「八戸藩史稿」を参考にこの出来事を八戸藩分割の1664年と特定。相撲博物館の話を交え、盛岡（南部）藩お抱えの二所ノ関軍之丞が二所ノ関部屋の創始者であり、二所ノ関部屋の名が、この白河の二所ノ関明神と大いに関係があったと説き、1982年に「白河二所之関址碑」を建てた。
この伝承について、作家の司馬遼太郎は『街道をゆく 33 白河・会津のみち』で「二所というのは、神社に限っての用語で、鎌倉時代の将軍が、箱根権現と伊豆権現に詣でる恒例の参詣を二所参詣といい、伊勢神宮の内宮・外宮を別称して二所大神宮といったりするのと同じ用語法である。/この境の明神は、玉津島明神と住吉明神が対になっているので二所とよんだわけである。二所詣でをすると、それだけ験がふかいのにちがいない。/ついでながら、大相撲の部屋の名に二所ノ関部屋というのがあるが、これも、この境の明神からとられたもので（略）江戸中期のころ、南部侯の御抱力士にそのしこなの人がいて、親方になってからそれを部屋の名にしたという」と説明している。
由来については、現在の北上市出身の二所ノ関軍右衛門にちなみ、盛岡、仙台両藩の境にあった鬼柳と相去の両番所を二所ノ関とする説もあるが、この問題に詳しい北上市立中央図書館では否定している。

## 二所ノ関の代々
| 代目 | 引退時しこ名     | 最高位 | 現役時の所属部屋                | 襲名期間                     | 備考                 |
| ---- | ---------------- | ------ | ------------------------------- | ---------------------------- | -------------------- |
| 初代 | 二所ノ関軍右エ門 | 大関   | 伊勢ノ海-柏戸-伊勢ノ海-柏戸部屋 | 1806年11月-1823年2月（死去） | 二枚鑑札             |
| 2代  | 沢風甚八         | 十7    | ---                             |                              |                      |
| 3代  | ?                | ---    | ---                             | -1872年1月（死去）           | 前歴不明             |
| 4代  | 富士越鬼太郎     | 下二   | 二所ノ関部屋                    | 1872年4月-1904年1月（死去）  | 二枚鑑札             |
| 5代  | 海山太郎         | 関脇   | 猪名川（大阪）-友綱部屋         | 1909年1月-1931年6月（死去）  | 二枚鑑札             |
| 6代  | 玉錦三右エ門     | 横綱   | 二所ノ関-粂川-二所ノ関部屋      | 1935年1月-1938年12月（死去） | 二枚鑑札・現役没     |
| 7代  | 玉ノ海梅吉       | 関脇   | 二所ノ関-粂川-二所ノ関部屋      | 1939年1月-1951年5月（廃業）  | 二枚鑑札             |
| 8代  | 佐賀ノ花勝巳     | 大関   | 粂川-二所ノ関部屋               | 1951年9月-1975年3月（死去）  | 二枚鑑札             |
| 9代  | 十勝岩豊         | 前1    | 二所ノ関-二子山-二所ノ関部屋    | 1975年4月-1976年9月          | 10代湊川に名跡変更   |
| 10代 | 金剛正裕         | 関脇   | 二所ノ関部屋                    | 1976年9月-2013年6月（退職）  |                      |
| 11代 | 玉力道栄来       | 前8    | 片男波部屋                      | 2013年6月-2014年11月         | 10代松ヶ根に名跡変更 |
| 12代 | 若嶋津六夫       | 大関   | 二子山部屋                      | 2014年12月-2021年12月        | 17代荒磯に名跡変更   |
| 13代 | 稀勢の里寛       | 横綱   | 鳴戸-田子ノ浦部屋               | 2021年12月-                  |                      |